# Godet (begraafplaats)

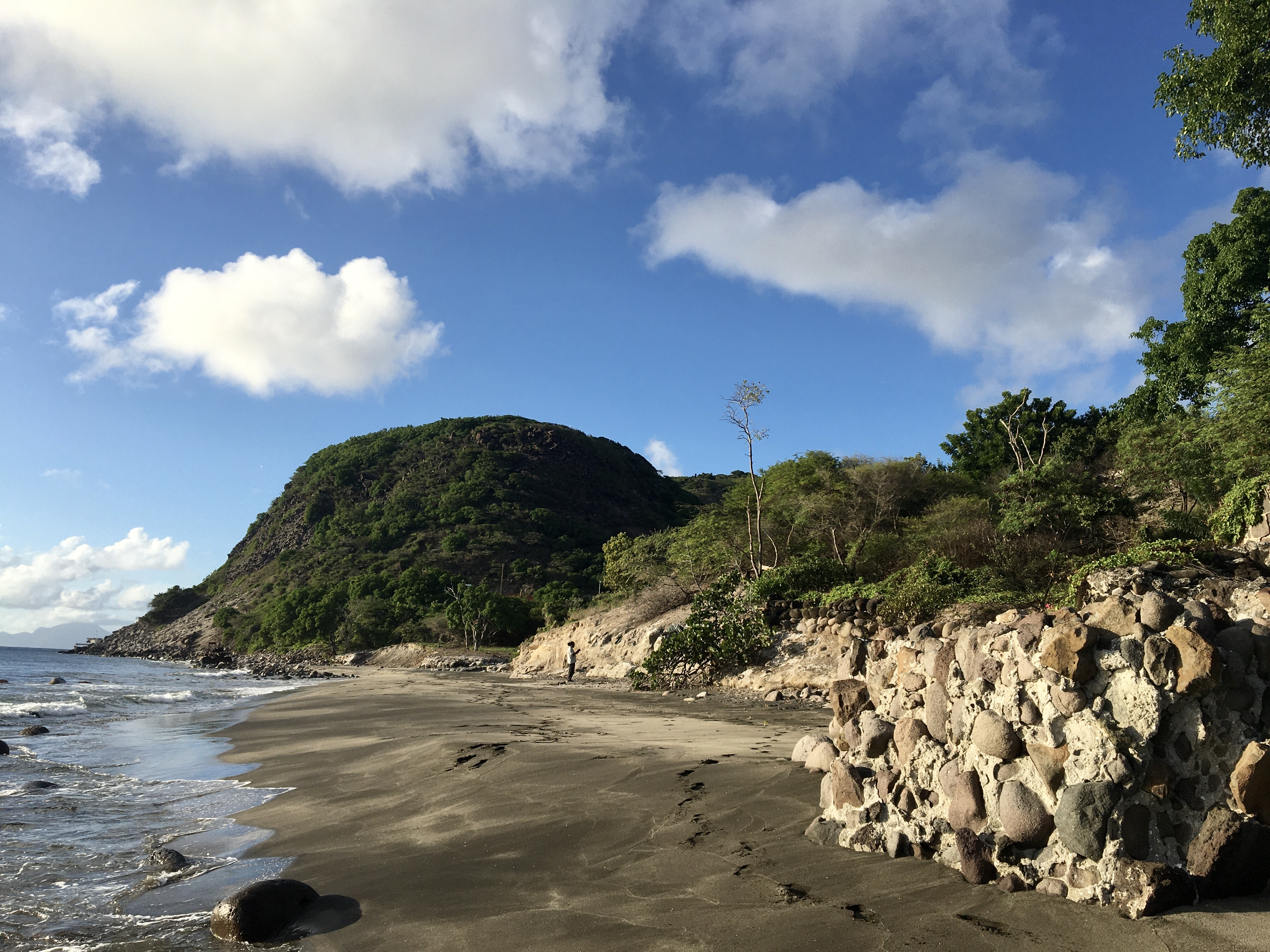
Ruïne van het Waterfort op St. Eustatius met op de achtergrond de Godet begraafplaats

De Godet begraafplaats is een niet gemarkeerde historische begraafplaats voor tot slaafgemaakte Afrikaanse mannen, vrouwen en kinderen aan de zuidwestkust van Sint Eustatius, Caribisch Nederland. De begraafplaats ligt naast het Waterfort en maakte deel uit van de voormalige plantage Godet.

## Geschiedenis
Sint Eustatius was een belangrijke doorvoerhaven in de trans-Atlantische slavenhandel vanwege de strategische ligging, de diepe haven en het systeem van vrije handel. Er was geen grote plantage-economie op het eiland, maar de overslag van gevangen Afrikanen naar de Britse, Franse en Spaanse eilanden in het oostelijk deel van het Caribisch gebied was belangrijk genoeg om hiervoor binnen het fort Amsterdam een apart gebouw te bouwen. Dit gebouw diende tot ongeveer 1740 als opslagplaats voor tot slaafgemaakte Afrikanen voor de West-Indische Compagnie. Het bood plek aan ongeveer 450 mensen waarbij vrouwen en kinderen werden op de tweede verdieping ondergebracht.
De Godet plantage van M.D. Godet Senior lag net ten noorden van fort Amsterdam, archeologisch onderzoek wijst uit dat de begraafplaats lichamen bevat van zowel Afrikanen bevat die in Afrika zijn geboren als degenen die al langer op het eiland woonden.

## Archeologische opgravingen
In 2012 werd er archeologisch onderzoek uitgevoerd, wat zorgde voor enige consolidering van de eroderende graven. In 2018 werd er nogmaals veldwerk rond de Godet site gedaan in een samenwerking tussen de Texas State University en het St. Eustatius Center for Archaeological Research (SECAR). Dit onderzoek was onderdeel van het Research Experiences for Undergraduates (REU) programma wat werd gesponsord door de National Science Foundation.  Een van de bevindingen van dit archeologisch onderzoek was dat de begraafplaats hoogstwaarschijnlijk verband hield met de Godet Plantation of het slavendepot binnen het Waterfort. De opgravingen kregen later kritiek vanwege een gebrek aan transparantie en betrokkenheid van de lokale gemeenschap.

## Herdenking

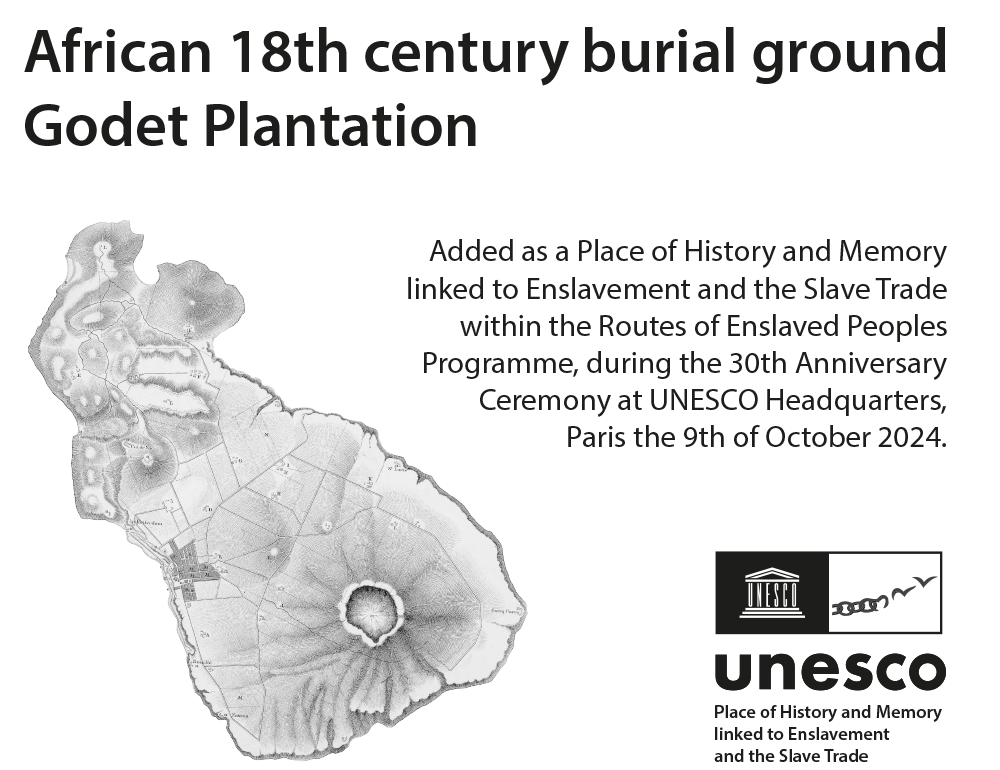
De Unesco Godet Plaquette voor de African 18th century burial ground of the Godet Plantation in het kader van het Routes of Enslaved Peoples Programme waarbij de begraafplaats is erkend als Place of history and memory linked to enslavement and the slave trade

De Godet begraafplaats is van historisch belang voor de bewoners van Sint Eustatius met Afrikaanse roots. Protesten van de inwoners van Sint Eustatius rond de opgravingen bij de Godet begraafplaats en de Golden Rock begraafplaats hebben tot meer bewustzijn en aandacht voor het Afrikaanse culturele erfgoed op het eiland geleid. In december 2022 organiseerde de St. Eustatius Afrikan Burial Ground Alliance een wandeltocht naar de Godet begraafplaats en hielden deelnemers een plengoffer voor hun voorouders. De Nederlandse Unesco Commissie heeft in november 2022 zowel de Godet begraafplaats als de Golden Rock begraafplaats voorgedragen voor het UNESCO label "Routes of Enslaved Peoples". Op 9 oktober 2024 zijn de beide begraafplaatsen tijdens de viering van het dertigjarige jubileum van het "Routes of Enslaved Peoples" programma ingeschreven als onderdeel van "UNESCO’s Network of Places of History and Memory linked to Enslavement and the Slave Trade".
- Begraafplaatsen van Sint Eustatius
- Plantages in Sint Eustatius
- Historische kaarten van Sint Eustatius